# Ward Capiau
Ward Capiau (Opbrakel, Bélgica, 7 de enero de 1950 - San Lucas Sacatepéquez, Guatemala, 22 de octubre de 1981), conocido como Eduardo Capiau o "Esteban", fue un religioso católico y activista social belga que militó en la insurgencia guatemalteca.

## Biografía
Nació  en el seno de una familia de clase trabajadora con nueve hijos. En 1970, ingresó al noviciado de la Congregación del Corazón Inmaculado de María (Scheutistas). Realizó estudios de trabajo social en el Instituto de Entrenamiento Psicosocial (Ipsoc) en Kortrijk. En agosto de 1974, fue destinado a una pasantía en las misiones de Scheut en Guatemala, asumiendo labores pastorales y de desarrollo humano.
Junto a otros miembros de su orden, como Serge Berten y Walter Voordeckers,  trabajó en las parroquias de Tiquisate, Santa Lucía Cotzumalguapa y Puerto San José, en  el departamento de Escuintla, en la Costa Sur de Guatemala. Para acercarse a los campesinos, utilizó la metodología denominada "Familia de Dios", basada en la teología de la liberación y en la pedagogía del oprimido de Pablo Freire, en la que se procuraba crear pequeñas comunidades que reflexionaban sobre la relación entre las enseñanzas cristianas y la realidad cotidiana de miseria.
Las condiciones de vida de los campesinos y trabajadores estacionales de las fincas cañeras y algodoneras de la Costa Sur, así como la represión gubernamental impresionaron hondamente a Capiau y sus compañeros. En 1978, empezó a colaborar con el Comité de Unidad Campesina, organización promotora de los derechos laborales y los reclamos de propiedad de tierra. En 1979, sus superiores le pidieron que volviera a Bélgica para proseguir sus estudios sacerdotales. En su lugar, Capiau prefirió dejar la Congregación, pasar a la clandestinidad e incorporarse al Ejército Guerrillero de los Pobres, organización armada que combatía al gobierno militar de Guatemala. En las filas de este grupo, fue conocido como "compañero Esteban", dedicándose al trabajo logístico.
El 22 de octubre de 1981, fue asesinado por soldados al ser detenido en un retén militar en las afueras de la ciudad de San Lucas Sacatépequez.  Su cuerpo fue sepultado como desconocido en un cementerio de Antigua Guatemala